# Augusto Benavides Diez Canseco
Augusto Benavides Diez-Canseco (Lima, 1889-1975), fue un arquitecto peruano. Alcalde de Lima de 1946 a 1947.

## Biografía
Fue hijo de Alfredo Benavides Cornejo y María Diez-Canseco Coloma. Su madre fue sobrina de los presidentes Pedro y Francisco Diez-Canseco y Corbacho. Tuvo por hermanos a Alfredo Benavides Diez Canseco (1881-1967), diplomático y funcionario; y Alberto Benavides Diez-Canseco (1891-1949), abogado y magistrado. Su hermana, Francisca Benavides Diez-Canseco, se casó con Óscar R. Benavides (su pariente lejano), que fue mariscal y presidente del Perú en dos ocasiones.
Estuvo casado con Luisa Revett Montero, tuvo tres hijas: Luisa, Juana y Augusta Benavides Revett.

### Actividad política
A diferencia de sus hermanos, Augusto se mantuvo al margen de la función pública y de la política partidaria. Sin embargo, fue gran amigo de Víctor Raúl Haya de la Torre, el líder aprista, a quien acogió en su casa durante la persecución de los años 1930. Se dice incluso que, poco antes del asesinato del presidente Luis Sánchez Cerro, sirvió de enlace entre Haya de la Torre (prisionero entonces) y el general Óscar R. Benavides, en un aparente entendimiento entre ambos caudillos. Lo cierto es que, tras la muerte de Sánchez Cerro, el general Benavides pasó a ocupar la presidencia y Haya fue liberado; no obstante, poco después se reiniciaría la persecución contra los apristas.
Entre 1946 y 1947 fue alcalde de Lima.

### Obras arquitectónicas
Como arquitecto, fue un adelantado para su tiempo, definiéndose su estilo como “andino” o “serrano”, que se acerca al neocolonial; hizo síntesis arquitectónicas, extraordinariamente libres e imaginativas. Ejemplos de su estilo es la casa llamada “La Tapada” y otras en la Urbanización Los Cóndores, en Chaclacayo, a 27 km al este de Lima, de la que fue el diseñador y ejecutor. Este proyecto se inició en 1942, con la ayuda de su sobrino Alfredo Benavides Barreda, y que tardó diez años en concretarse.
También diseñó la Avenida Leguía, el Parque Central de Miraflores y el malecón de la Reserva.